# Горњи Богићевци
Горњи Богићевци (до 1991. године Горњи Богичевци) су насељено мјесто и средиште истоимене општине у Западној Славонији, Бродско-посавска жупанија, Република Хрватска.

## Географија
Горњи Богићевци се налазе око 3 км источно од Окучана, а од Нове Градишке око 12 км.

## Историја
Горњи Богићевци су се од распада Југославије до маја 1995. године налазили у Републици Српској Крајини. До територијалне реорганизације насеље се налазило у саставу бивше општине Нова Градишка.

## Становништво
Према попису становништва из 2011. године, општина Горњи Богићевци је имала 1.975 становника, од чега у самим Горњим Богићевцима 699 становника.
| Демографија | Демографија | Демографија |
| Година      | Становника  | Становника  |
| ----------- | ----------- | ----------- |
| 1961.       | 912         |             |
| 1971.       | 916         |             |
| 1981.       | 893         |             |
| 1991.       | 881         |             |
| 2001.       | 764         |             |
| 2011.       |             | 699         |

## Попис 1991.
На попису становништва 1991. године, насељено место Горњи Богићевци је имало 881 становника, следећег националног састава:
| Попис 1991.‍  | Попис 1991.‍  | Попис 1991.‍ | Попис 1991.‍ | Попис 1991.‍ |
| ------------ | ------------ | ----------- | ----------- | ----------- |
|              |              |             |             |             |
| Хрвати       | Хрвати       |             | 760         | 86,26%      |
| Срби         | Срби         |             | 69          | 7,83%       |
| Југословени  | Југословени  |             | 7           | 0,79%       |
| Чеси         | Чеси         |             | 2           | 0,22%       |
| неопредељени | неопредељени |             | 4           | 0,45%       |
| регион. опр. | регион. опр. |             | 1           | 0,11%       |
| непознато    | непознато    |             | 38          | 4,31%       |
| укупно: 881  |              |             |             |             |